# Citonja
Citonja är en bergskedja i Bosnien och Hercegovina.   Den ligger i entiteten Federationen Bosnien och Hercegovina, i den centrala delen av landet, 30 km väster om huvudstaden Sarajevo.
Citonja sträcker sig 8,2 km i öst-västlig riktning. Den högsta toppen är Jasikovica, 1 253 meter över havet.
Topografiskt ingår följande toppar i Citonja:
- Basino Brdo
- Jasikovica
- Kapura
- Meljevačka Kosa
- Orlovac
- Pavlovac
- Ploče

I omgivningarna runt Citonja växer i huvudsak lövfällande lövskog. Runt Citonja är det ganska tätbefolkat, med 93 invånare per kvadratkilometer.